# Vlag van Borsele

Vlag van de gemeente Borsele

De vlag van Borsele wordt sinds de vaststelling door de gemeenteraad op 5 januari 1971 als gemeentelijke vlag van de Zeeuwse gemeente Borsele gevoerd. De vlag is ontworpen door de Stichting voor Banistiek en Heraldiek en kan als volgt worden beschreven:
Gegeerd van twaalf stukken van blauw en wit rond de scheiding van broeking en vlucht; over het geheel, eveneens op de scheiding van broeking en vlucht, een ruit met zijden van 1/4 van de vlaghoogte, waarop drie horizontale banen van zwart en wit en van gelijke hoogte; deze ruit is omzoomd met een smalle rode rand.
De drie banen in de ruit zijn afkomstig van het gemeentewapen en meer bijzonder van het familiewapen van het geslacht Van Borssele. Borsele is ontstaan door samenvoeging van twaalf gemeenten. Deze worden voorgesteld door de twaalf geren in de vlag. Van de dertiende gemeente, 's-Heer Arendskerke, is slechts een klein deel in Borsele opgegaan en wordt voorgesteld door de ruit met het Borssele-embleem. Het geslacht Van Borssele loopt als een rode draad door de geschiedenis van de gemeente, wat met de rode omranding wordt weergegeven. De kleuren van de vlag komen ook voor in enkele wapens van de voorgangers van Borsele. De vlag heeft alle kleuren van de Nederlandse vlag, waarmee er op wordt gewezen dat het gebied deel uitmaakt van Nederland.

## Verwante afbeeldingen

Het wapen van Borsele
De vlag van Borssele

Borsele 
· Goes 
· Hulst 
· Kapelle 
· Middelburg 
· Noord-Beveland 
· Reimerswaal 
· Schouwen-Duiveland 
· Sluis 
· Terneuzen 
· Tholen 
· Veere 
· Vlissingen